# Найт, Эллиот
Э́ллиот Найт (англ. Elliot Knight; род. 10 июля 1990, Бирмингем) — английский актёр. Наиболее известен ролям в телесериалах «Синдбад», «Однажды в сказке», «Американская готика» и «Пожизненный приговор».

## Биография
Эллиот Найт родился 10 июля 1990 года в Бирмингеме, Англия. Его родители, Стюарт и Лорна, по профессии — школьные учителя. Эллиот учился в школе Эштон Короля Эдварда VI, затем в театральной школе Манчестер Метрополитан.
Дебютировал на телевидении в 2012 году с главной ролью в сериале «Синдбад». В 2014—2015 годах снимался в сериале «Как избежать наказания за убийство». В 2015 году получил роль Мерлина в пятом сезоне сериала «Однажды в сказке».
В 2016 году сыграл в сериале «Американская готика».
В 2018 году снялся в сериале «Пожизненный приговор».
В 2019 году сыграл в фильме «Цвет из иных миров».
В 2021 году снимался в сериале «Царство животных».
В 2025 году играл одну из главных ролей в сериале «Последний отсчёт».
Озвучивал сержанта Кайла «Газа» Гэррика в играх «Call of Duty: Modern Warfare» и «Call of Duty: Modern Warfare II».

## Фильмография
| Год       |     | Русское название                   | Оригинальное название           | Роль                      |
| --------- | --- | ---------------------------------- | ------------------------------- | ------------------------- |
| 2012      | с   | Синдбад                            | Sinbad                          | Синдбад-мореход           |
| 2013      | с   | Закон и порядок: Лондон            | Law & Order: UK                 | Нейл Дженкинс             |
| 2013      | с   | Любыми средствами                  | By Any Means                    | Чарли О`Брайен            |
| 2014      | тф  | Опасные связи                      | Dangerous Liaisons              | Лео Джеймс                |
| 2014—2015 | с   | Как избежать наказания за убийство | How to Get Away with Murder     | Эйден Уолкер              |
| 2015      | тф  | Адвокат                            | The Advocate                    | Бретт                     |
| 2015      | с   | Однажды в сказке                   | Once Upon a Time                | Мерлин                    |
| 2016      | с   | Американская готика                | American Gothic                 | офицер Брейди Росс        |
| 2016      | ф   | Выкуп — миллиард                   | Take Down                       | Марсак                    |
| 2017      | с   | Завтра не наступит                 | No Tomorrow                     | Грэм                      |
| 2018      | с   | Пожизненный приговор               | Life Sentence                   | Уэс Чарльз                |
| 2018—2021 | с   | Титаны                             | Titans                          | Дон Холл / Дав            |
| 2019      | ф   | Цвет из иных миров                 | Colour Out of Space             | Уорд Филлипс              |
| 2019      | ки  | Call of Duty: Modern Warfare       | Call of Duty: Modern Warfare    | сержант Кайл «Газ» Гэррик |
| 2019      | тф  |                                    | Happy Accident                  | Кинан                     |
| 2020      | кор |                                    | Our Place Together              | Брэндон                   |
| 2020      | кор |                                    | End Live-Shackle Slaughter PSA  | рассказчик                |
| 2021      | с   |                                    | Showmance                       | Рами                      |
| 2021      | с   | Царство животных                   | Animal Kingdom                  | офицер полиции Чедвик     |
| 2022      | ки  | Call of Duty: Modern Warfare II    | Call of Duty: Modern Warfare II | сержант Кайл «Газ» Гэррик |
| 2025      | с   | Последний отсчёт                   | Countdown                       | агент ФБР Кейонте Белл    |